# Lady Marmalade
Cântecul Lady Marmalade a apărut în 2001 în filmul Moulin Rouge!. Christina Aguilera, Lil' Kim, Mya și Pink au făcut un cover care a ajuns pe coloana sonoră a filmului. Producătorul a fost Missy Elliott, care a cântat și ea o parte din cântec. Un singur vers a fost schimbat din varianta originală a trupei LaBelle: în loc de New Orleans au folosit Moulin Rouge, clubul în care se petrece acțiunea din film.

## Videoclip
Videoclip-ul a fost regizat de Paul Hunter și a fost filmat la finalul lunii martie din 2001 în Los Angeles. Videoclip-ul a câștigat premiul MTV pentru cel mai bun videoclip al anului și pentru cel mai bun videoclip dintr-un film. Videoclip-ul a fost nominzalizat pentru cel mai bun videoclip dance, pentru cel mai bun videoclip pop, pentru cea mai bună coregrafie și pentru cea mai bună regie. Cântecul a câștigat în 2002 premiul Grammy pentru cea mai bună colaborare pop.
1. 1 2 3 4  ISWC-Net, accesat în 5 mai 2023